# 名鉄300系電車

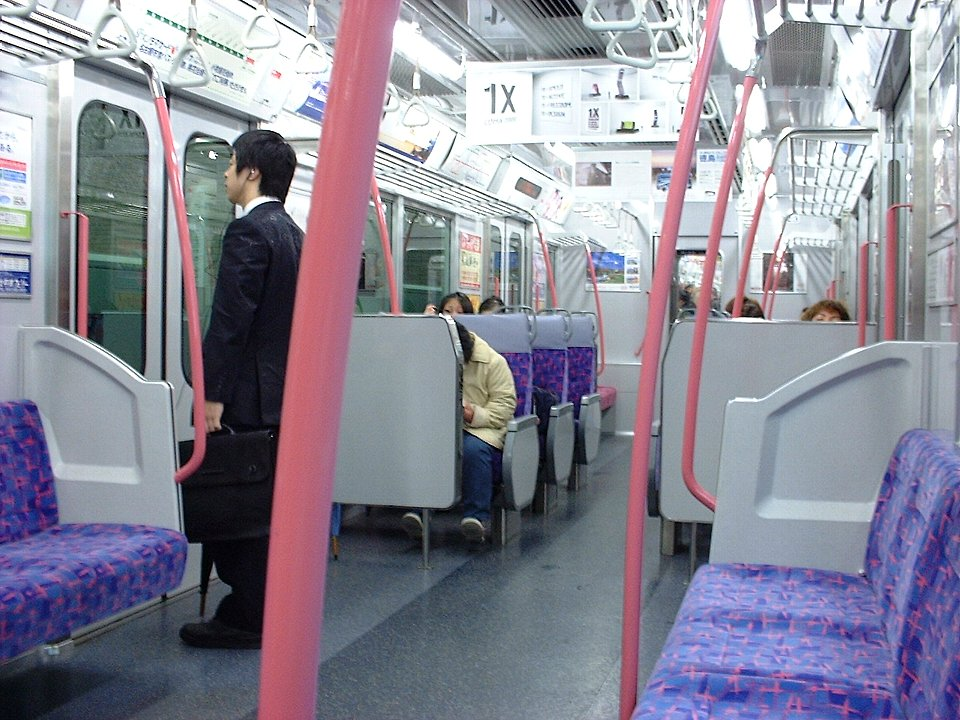
車内

名鉄300系電車（めいてつ300けいでんしゃ）は、2002年（平成14年）に登場した名古屋鉄道の通勤形車両である。

## 概要
上飯田連絡線の開通による名鉄小牧線・名古屋市営地下鉄上飯田線直通運転用の車両として2002年に日本車輌製造で8編成32両が製造された。
本線系の車両とは分けて運用されるため、名鉄初となる新機軸を他車に先立って多く取り入れている。
名古屋市交通局7000形は走行装置、電装品、運転台や客室設備を本形式と共通化している。

## 車両概説

### 車体
全長20,000 mm、車体長は先頭車が19,400 mm、中間車が19,300 mmで、車体幅は2,730 mmである。車体は日車式ブロック工法による軽量ステンレス車体で、名鉄では初のステンレス車となる。
前頭部は損傷時の修復を容易化するため普通鋼製とされ、シルバーメタリック塗装が施された。車体窓下にはピンクと赤（名鉄スカーレット）の帯が配され、ピンクが地下鉄上飯田線、赤が名鉄を表している。
前面デザインは地下鉄直通を考慮し非常用貫通扉が助士席側に配され、非対称・傾斜形の前面形状となっている。灯火類は、前面ガラス内の上方にHID前灯を、スカートの付け根付近に横長のLED尾灯を各2灯配した。
客用扉は、名古屋市交通局との直通規格に合わせ、100・200系以来の4扉となった。客扉の配置を見直し、利便性向上のため5mの等間隔配置としたため、扉間は長く車端部は短くなった。そのため車端のロングシートは2人掛けとなっている。なお、乗務員室次位の客扉のみは後方にオフセットしてある。乗務員室の扉ヒンジは他社同様先頭側に付いており、以降名鉄の新造車は乗務員室の扉のヒンジが先頭側に変更されている。
側面は字幕式種別・行先表示器が採用された。方向幕は行先設定のある駅のほか、新鵜沼、新可児、犬山経由岐阜（コマ表示は新岐阜のまま）なども表示でき、急行、準急、特急など通常使用しない種別が収録されている。

### 車内
混雑時の乗降促進と、クロスシート（横座席）による快適な近郊・行楽乗車を両立させるため、扉間ごとに転換クロスシートとロングシートを交互に置く座席配置とした。クロスシートは1200系のものと類似するが、座面がやや高くなり、材質が軽量化され転換しやすいものとなった。座席間隔（シートピッチ）は915mmで、名鉄の標準よりも若干広くなっている。ロングシートはカンチレバー支持で本格的なバケット形（背擦りの角度は再度ほぼ垂直化）となったほか、扉間の寸法拡大に伴い1人当たりの幅が470mmとなり、袖仕切板も大型化され居住性の向上が図られている。
座席の表皮は青紫色（優先席は赤紫色）がベースでピンクなどの模様が入った新デザインを採用。本形式で採用された座席配置・座席寸法や内装のカラースキームは、後に登場する3300系・3150系や2200系・2300系にも踏襲されている。扉間のロングシートの途中部分にはスタンションポールを2箇所設置している。当初は弱視者に配慮し、手すりがピンク色に塗装されていたが、経年による塗装の剥がれが目立ったため、現在は全て剥離され無塗装となっている。
コスト削減のために側窓にはUVカットガラスが採用され、カーテンが省略されている。なお、扉間の側窓は100系の1枚窓ではなく2連窓となっており、基本的にクロスシート部分が固定式、ロングシート部分が下降開閉式である（先頭車は例外の部分あり）。客室化粧板は本系列以降標準となる灰色系であるが、JR東日本E231系などで採用されている単色艶消しとは異なり、光沢のある微粒柄でグレーの色合いも濃い。
吊り革はドア付近は従来通りの天井直付けだが、ロングシート部分はパイプを通して吊る一般的な方式に変わった。運転室と客室の仕切りは、乗務員扉が助士側の端に、仕切り壁の高い位置に横長の青緑着色ガラス窓が設けられ、遮光幕も併用している。
車内自動放送は、日本語と英語の2か国語で放送され、上飯田線内でも名鉄仕様のものが使用されている。臨時列車の場合は自動放送は行われない。

### 機器類
機器は名古屋市交通局7000系と主要なものは共通化されている。車両制御装置はIGBT素子によるVVVFインバータ（三菱型式 MAP-174-15V99 · 100、東芝型式 SVF059-A0 · B0）であるが、2レベル方式・ベクトル制御となった。
車両制御装置の構成は1C2M×2群であり、本形式では中間電動車2両が隣り合う組成としたが電気的には1M方式である。制御モードを柔軟に調節できるため、3100系などと同じ歯車比 (5.65) ながら起動加速度3.0km/h/sを可能としている。駆動装置は名鉄では初採用となるWN継手式とした。主電動機の出力は名鉄車両標準の170kWだが、本系列から押込ファン方式の自己通風形とした（1次車：三菱製MB-5095-A、2次車：東洋電機製TDK-6382-A）。これらの装備は以降登場する2000系などにも採用されている。冷房装置は同社初となるフルオート制御となり、本系列固有の集約分散式で各車2基搭載する（型式：東芝 RPU-6018）。1基あたりの冷凍能力は21,000kcal/hである。冷房の吹出し口は2列のスリットだが、補助送風装置のラインデリアが再び客室天井中央の一部に配置されるようになった。ただしラインデリア吹出し口のグリルは従来のFRP製ではなく、一般的なアルミ部材である。電源のSIVは4両分を負担する本系列固有の150kVAのものをモ320形に搭載する。
故障時の迅速な対応、検査時の作業効率の向上等をねらい、車両情報管理装置（TICS : Train Information Control System）を名鉄車としては初めて採用している。
上飯田線内の上飯田駅、平安通駅にはホームドアが設置されているため、ホームドアを扱う機能を備えたドアコントロールユニットを装備し、各扉の乗降状況を運転台からモニタで確認するシステムとし、これを使用したワンマン運転が行われている。また、待ち時間の車内保温のため、各車の1扉のみを開く機能を搭載した（ドアカット）。メロディを利用した発車予告音を流すことができるようになっており、本系列以降の新造車にも搭載されている。
本系列以降の新造車では、名鉄線内についても乗務員同士の合図が二打式の信鈴から電子ブザーへと変更になった。

## 運用
第1編成は2002年2月に竣工し、同年4月1日より小牧線犬山駅 - 上飯田駅間で営業運転を開始し、既存車両（5500系等）を置き換えた。翌2003年（平成15年）より、地下鉄上飯田線平安通駅までの直通運転を開始した。
通常は小牧線・上飯田線の平安通駅 - 犬山駅のみの運用であるが、車両検査時の回送や試運転では犬山線や名古屋本線を走行するほか、性能確認のため広見線（犬山駅 - 新可児駅）で試運転を行うことがある。営業運転では毎年8月10日の日本ライン夏まつり納涼花火大会の臨時列車として犬山駅 - 新鵜沼駅間を走行する。2014年12月18日には積雪の影響で普段入線しない広見線の運用に入った。
理論上は電気指令式ブレーキを備える他形式とも連結が可能であるが、常に4両固定編成が単独で運用されており、連結運用は組まれていない。

## 編成表
2008年末時点の車両番号を基本として記載する。
凡例Tc…制御車、M…電動車
VVVF…制御装置、SIV…補助電源装置、CP…電動空気圧縮機、PT…集電装置
|          | ← 上飯田犬山 → | ← 上飯田犬山 → | ← 上飯田犬山 → | ← 上飯田犬山 → | 製造次数 | 落成日    |
| 形式     | ク310          | モ320          | モ330          | ク340          | 製造次数 | 落成日    |
| 区分     | Tc1            | M2             | M1             | Tc2            | 製造次数 | 落成日    |
| 車両番号 | 311            | 321            | 331            | 341            | 1次車    | 2002/2/27 |
| 車両番号 | 312            | 322            | 332            | 342            | 1次車    | 2002/2/27 |
| 車両番号 | 313            | 323            | 333            | 343            | 1次車    | 2002/3/30 |
| 車両番号 | 314            | 324            | 334            | 344            | 1次車    | 2002/4/1  |
| 車両番号 | 315            | 325            | 335            | 345            | 2次車    | 2002/4/18 |
| 車両番号 | 316            | 326            | 336            | 346            | 2次車    | 2002/4/18 |
| 車両番号 | 317            | 327            | 337            | 347            | 2次車    | 2002/4/25 |
| 車両番号 | 318            | 328            | 338            | 348            | 2次車    | 2002/4/25 |
| 搭載機器 | CP             | VVVF/SIV,PT    | VVVF,PT        | CP             |          |           |